# Nargiz Birk-Petersen
Nargiz Birk-Petersen (en azerí: Nərgiz Birk-Petersen) es una presentadora y comentarista de televisión azerí. El 22, 24 y 26 de mayo de 2012 presentó el Festival de la Canción de Eurovisión 2012 en Bakú, Azerbaiyán junto a Eldar Qasımov y Leyla Aliyeva.
La primera experiencia de Nargiz en la televisión fue a la edad de 16 años. En sus años de estudiante, Nargiz también trabajó como reportera para la televisión estudiantil de la Universidad Khazar de Azerbaiyán, en el programa de noticias en inglés de la compañía. Nargiz estudió Derecho en los Estados Unidos, donde comenzó una carrera como modelo para financiar sus estudios. Después de la escuela, Nargiz ejerció la abogacía en los EE. UU. y Rusia. Fue jefa del departamento de relaciones públicas de la candidatura de Bakú a los Juegos Olímpicos de 2020.
Está casada con el danés Ulrik Birk-Petersen y reside en Dubái, Emiratos Árabes Unidos con su marido y sus dos hijos.